# ガニュメデスの略奪 (ルーベンス、プラド美術館)

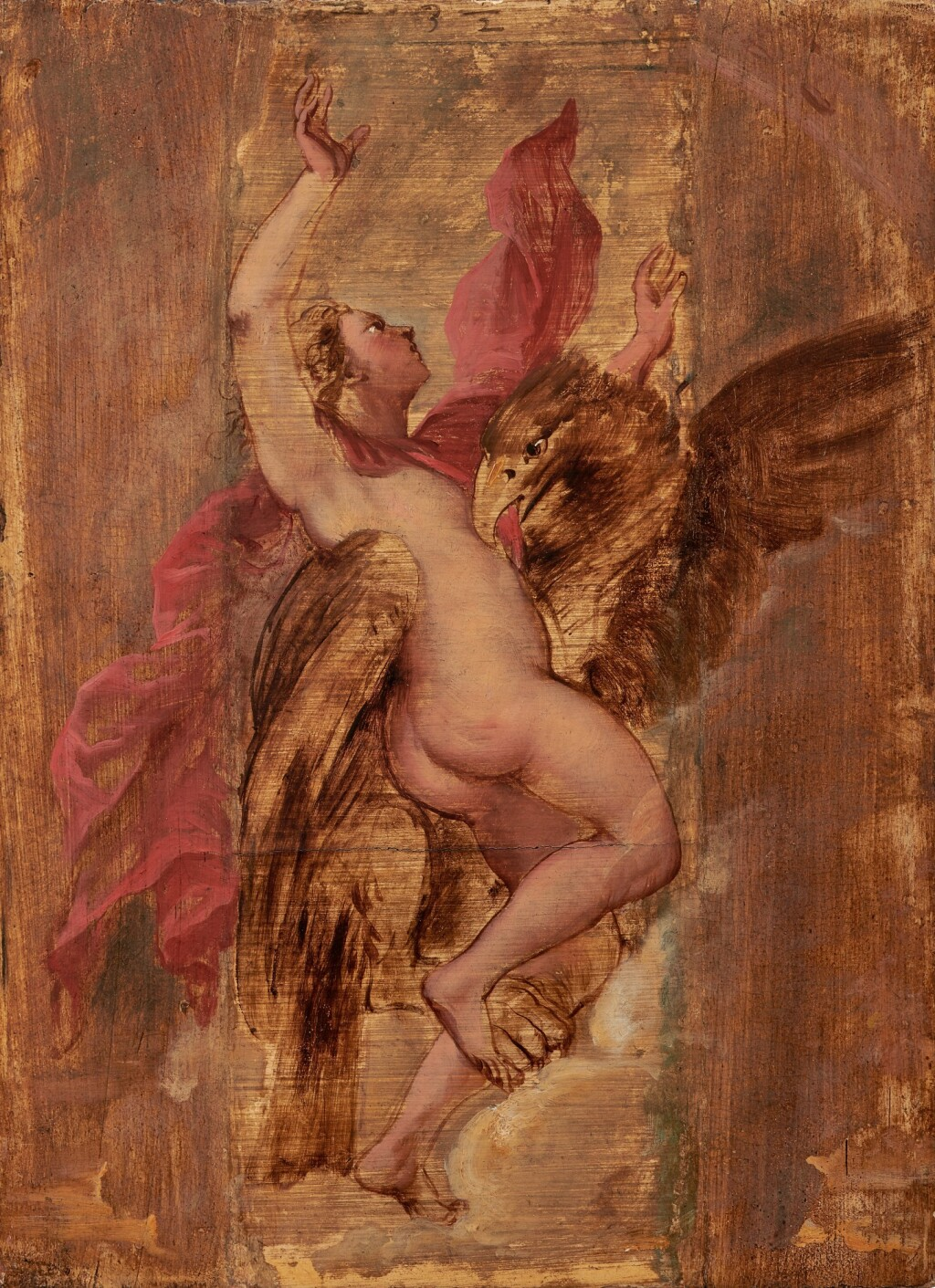
油彩による準備素描。プリンストン大学美術館所蔵。

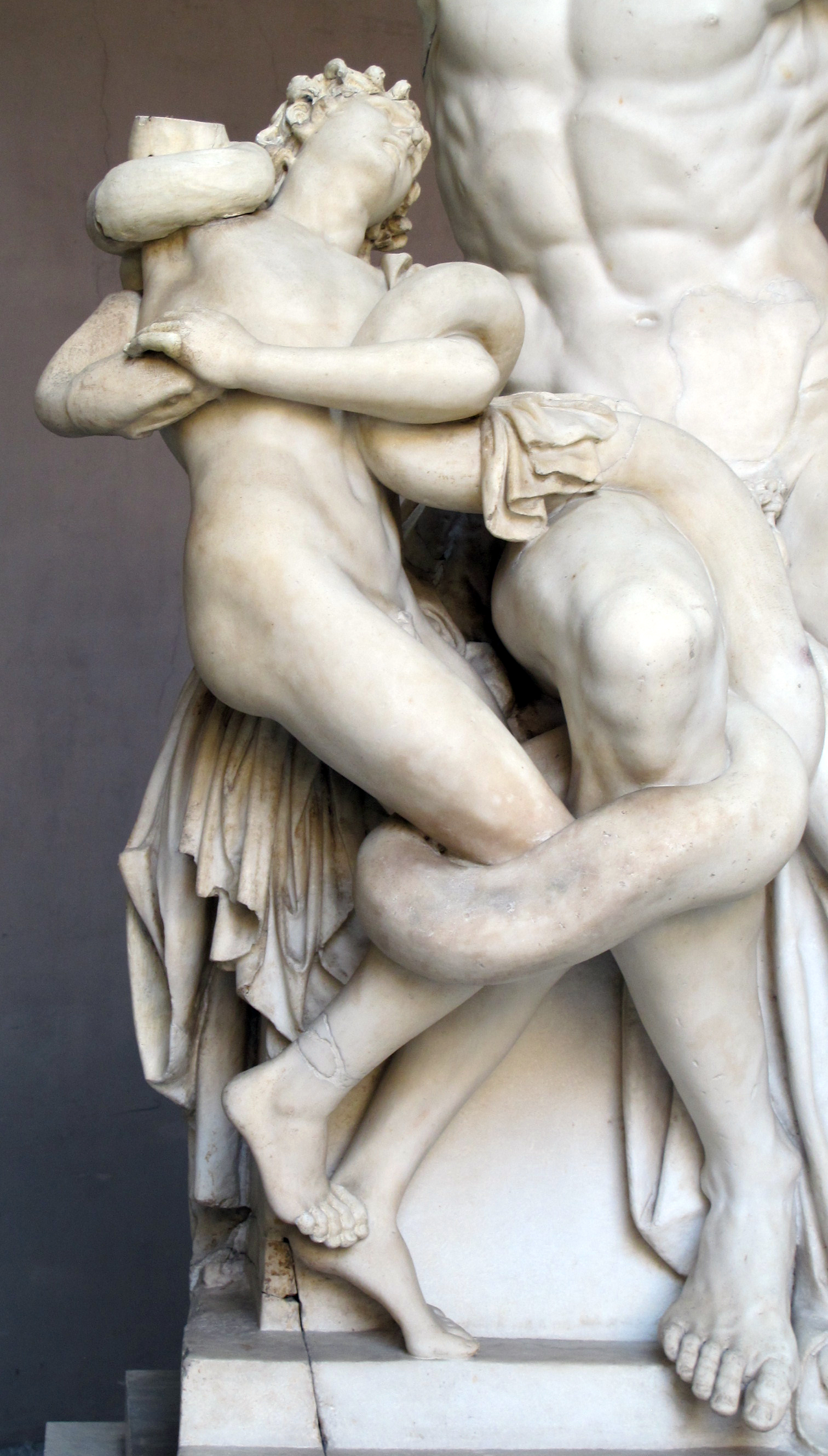
『ラオコーン像』の子供の像。

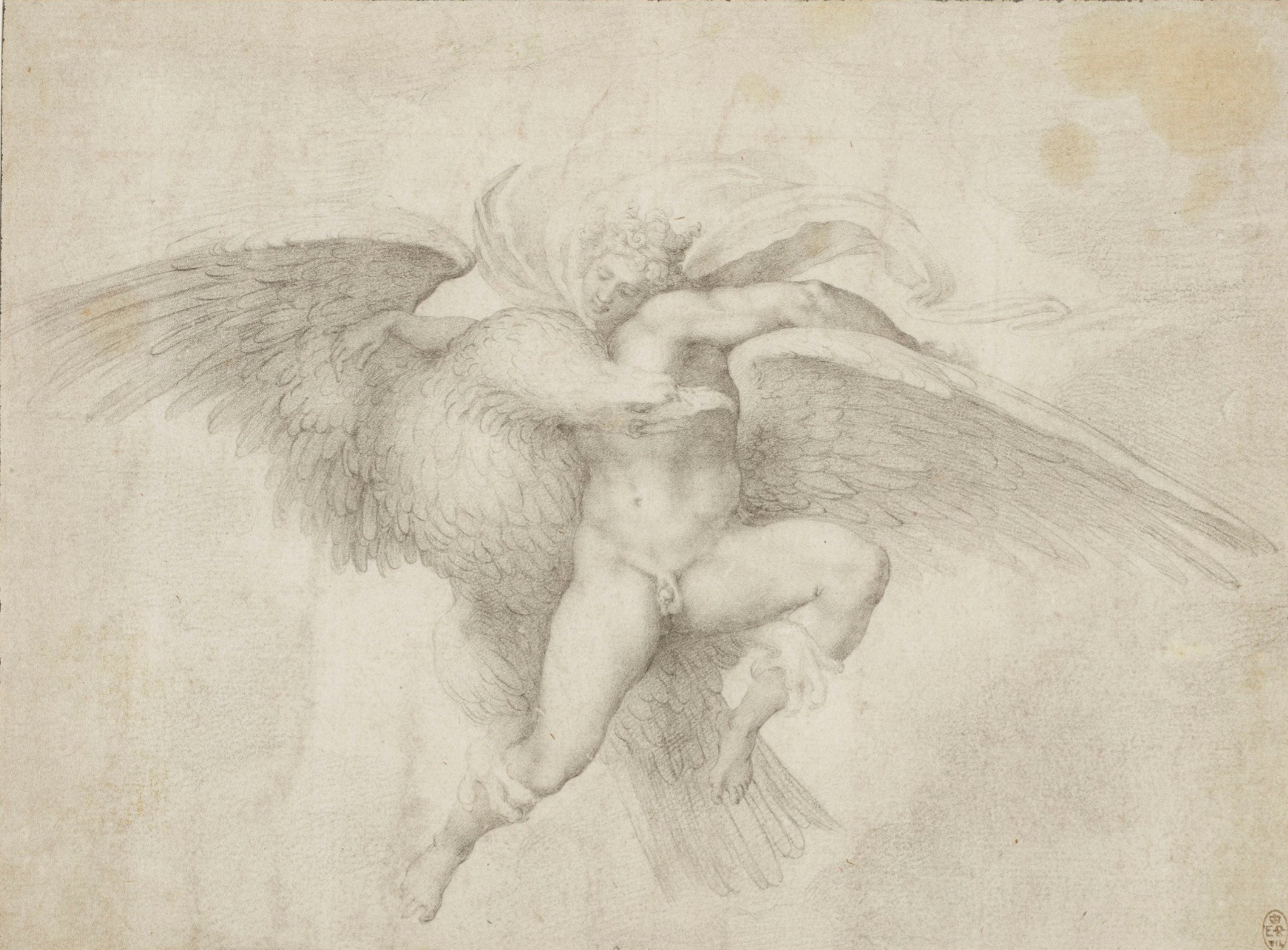
ミケランジェロ・ブオナローティの1533年頃の『ガニュメデスの略奪』の素描（ディテール）。

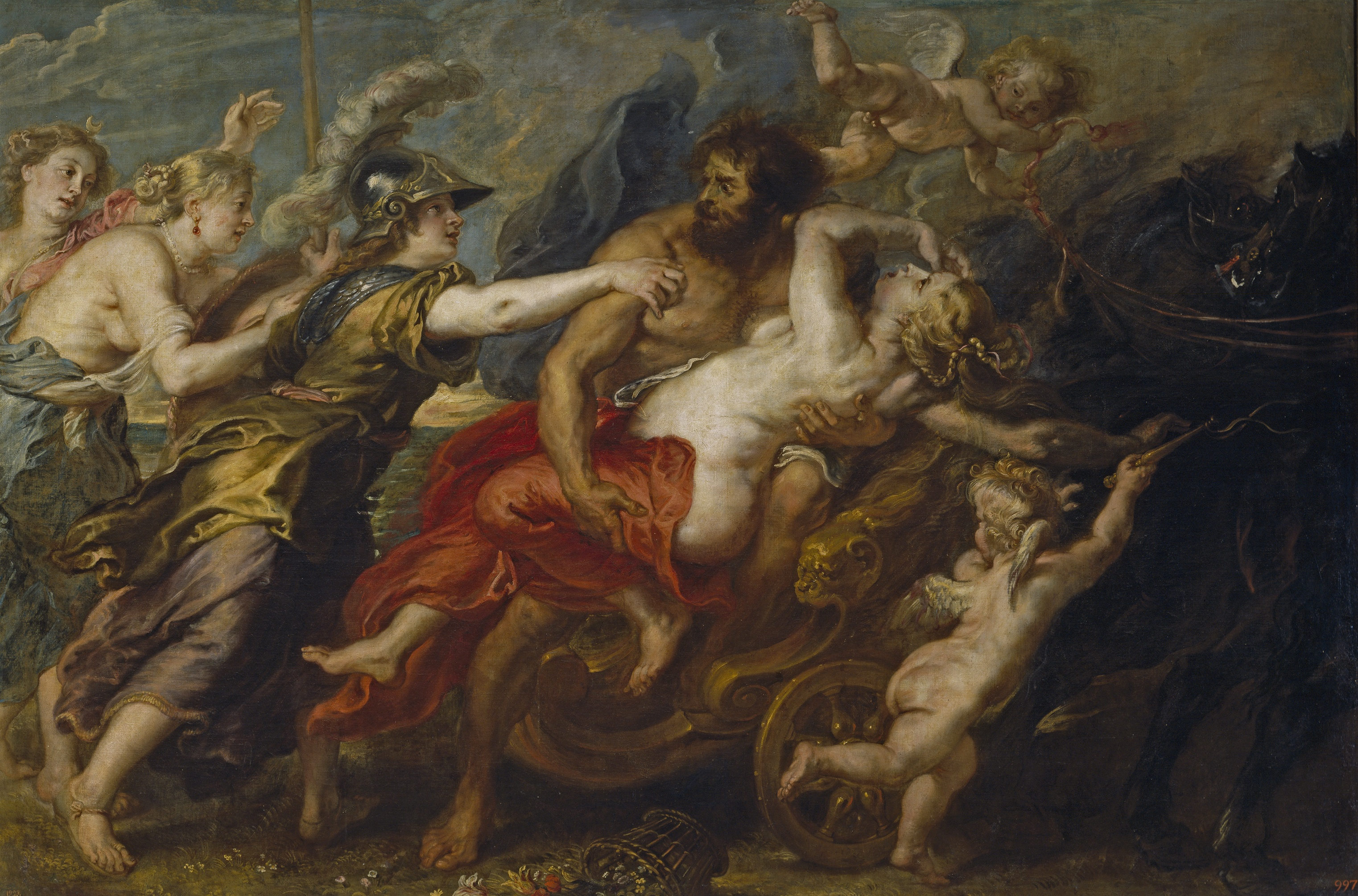
『プロセルピナの略奪』。

『ガニュメデスの略奪』（ガニュメデスのりゃくだつ、西: El rapto de Ganímedes, 英: The Rape of Ganymede）は、バロック期のフランドルの巨匠ピーテル・パウル・ルーベンスが1636年から1638年にかけて制作した絵画である。油彩。主題はオウィディウス『変身物語』10巻で語られているゼウス（ローマ神話のユピテル）とガニュメデスの物語から取られている。ルーベンス最晩年の作品で、スペイン国王フェリペ4世の発注によってエル・パルド山中に建設された狩猟館トゥーレ・デ・ラ・パラーダの装飾のために制作された神話画の1つである。現在はマドリードのプラド美術館に所蔵されている。また油彩による準備素描がニュージャージー州のプリンストン大学美術館に所蔵されている。

## 主題
ガニュメデスの物語は古典期以降は少年愛の性格を帯びた神話と考えられていた。『変身物語』によると、ゼウスはトロイア王家に生まれた美少年ガニュメデスに恋い焦がれた。しかし正体をさらしたくなかったので、鳥に変身してガニュメデスをさらおうと考えた。そこで雷霆を運ぶ鷲に変身してガニュメデスを誘拐した。それ以降、ゼウスはヘラの嫉妬も気にせずに、ガニュメデスに自分の酒の相手をさせているという。

## 制作経緯
フェリペ4世は1636年に改築が終わったトゥーレ・デ・ラ・パラーダの装飾のためにルーベンスに膨大な作品を発注した。この発注はフェリペ4世とスペイン領ネーデルラント総督のフェルナンド・デ・アウストリア枢機卿との間で交わされた往復文書によって行われた。しかし神話画63点、狩猟画50点に及ぶ大規模発注であり、加えて納期が短かったため、ルーベンスは下絵を描いてヤーコプ・ヨルダーンス、ヤン・ブックホルスト、エラスムス・クェリヌス2世などのフランドルの画家たちに発注の大部分を委託した。制作は1636年から1638年の間に行われたが、ルーベンス本人の作品は『ガニュメデスの略奪』を含む約15点の重要な作品のみとされている。

## 作品
ルーベンスは鷲に変身したゼウスがトロイアの王子ガニュメデスを捕まえて、空に舞い上がった瞬間を描いている。ゼウスはガニュメデスに襲いかかり、彼が逃げることができないように、その両脚でガニュメデスの右脚の太股と左足の脹脛を鷲掴みにし、さらに頭をガニュメデスの身体の右側に回し、彼が肩にかけている矢筒のベルトに噛みついている。一瞬の出来事にガニュメデスは驚愕し、目を赤くして空を見上げている。
青年として描かれたガニュメデスの顔は『プロセルピナの略奪』で描かれたプロセルピナの顔を彷彿とさせる。トゥーレ・デ・ラ・パラーダの委託について研究した美術史家スヴェトラーナ・アルパースによると、ルーベンスはヘレニズム期の有名な彫刻ラオコーン像の子供の1人をもとにガニュメデス像を作り出している。ルネサンス期の芸術家ミケランジェロ・ブオナローティが同性愛の恋人ともいわれるトンマーゾ・デイ・カバリエリのために描いた『ガニュメデスの略奪』との関連性も指摘されている。ミケランジェロの作品では鷲はガニュメデスの背後から彼の両脚を掴み、空高く舞い上がっている。
トゥーレ・デ・ラ・パラーダの装飾事業で制作された神話画のうち略奪を主題とするものは、『プロセルピナの略奪』、『ヒッポダメイアの略奪』、『デイアネイラの略奪』（El rapto de Deyanira）が知られているが、これらはいずれも横長のキャンバスに描かれている。それに対して本作品は縦長のキャンバスにガニュメデスを描いている。この縦長のフォーマットは2つの窓の間に飾るために制作されたことを示しているが、同時にエピソードを誘拐の場面に限定し、物語の最も重要な登場人物による最も劇的なシーンに焦点を当てることで、画面に緊張とドラマを与えている。
また人物像を対角線に配置した構図は上昇する感覚を与えている。雲の間に見える稲妻は雷を武器とするゼウスを象徴し、誘拐が実行された瞬間の力と激情を暗示している。

## 来歴
トゥーレ・デ・ラ・パラーダはスペイン継承戦争の際に焼失したが（1714年）、本作品は1772年に新宮殿（Palacio Nuevo）で記録されている。そしてフェルナンド7世の死後の1834年、プラド美術館の前身である王立美術館（Museo Real de Pinturas ）に収められ、1階の「エスクェラ・オランデサ」（Escuela Holandesa, オランダ派）で展示された。

## ギャラリー
ルーベンスはトゥーレ・デ・ラ・パラーダのために以下のような作品を制作した。『我が子を食らうサトゥルヌス』（Saturno devorando a un hijo）や『フォルトゥナ』（La Fortuna）などの縦長の作品は本作品とほぼ同じサイズのキャンバスに描かれている。いずれもプラド美術館に所蔵されている。

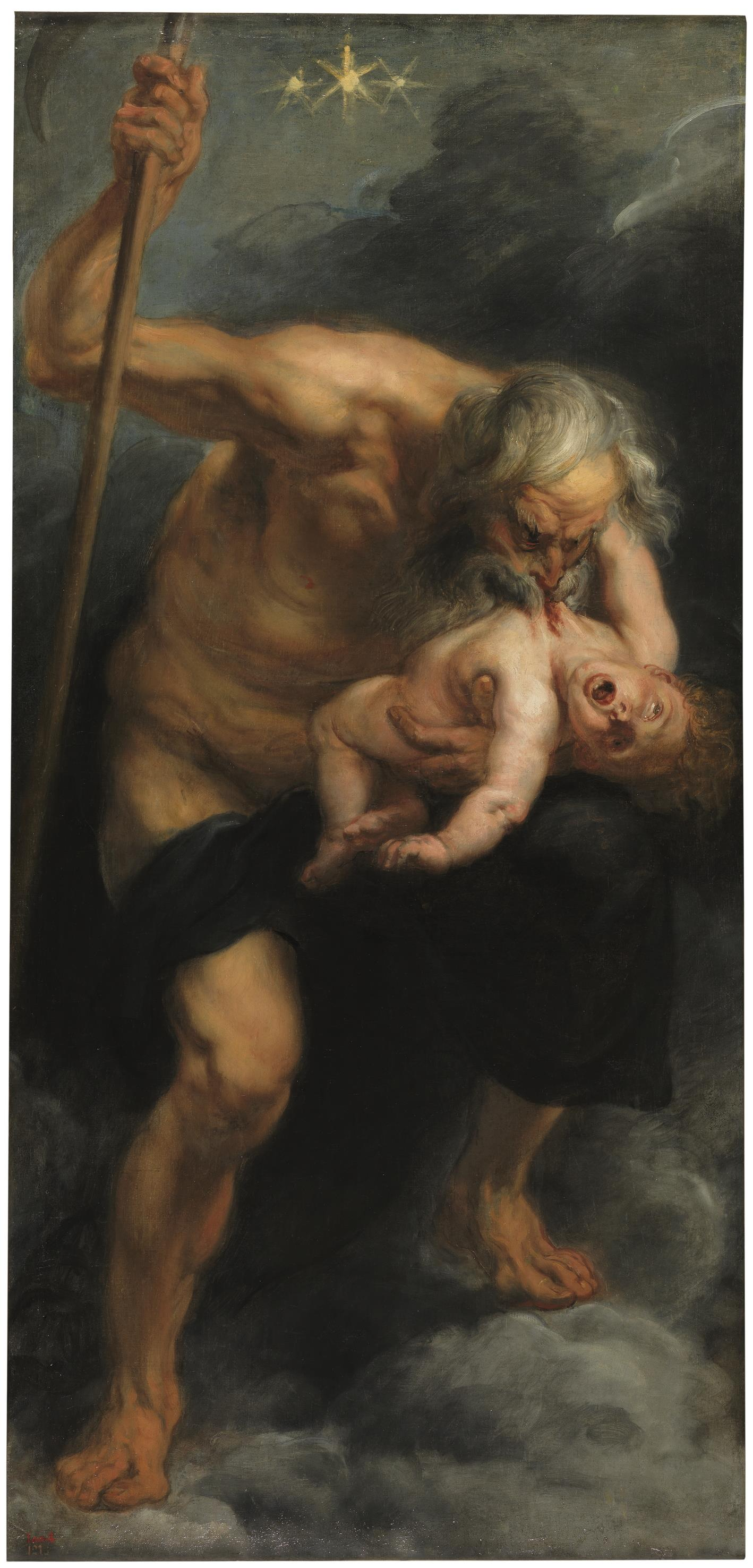
『我が子を食らうサトゥルヌス』
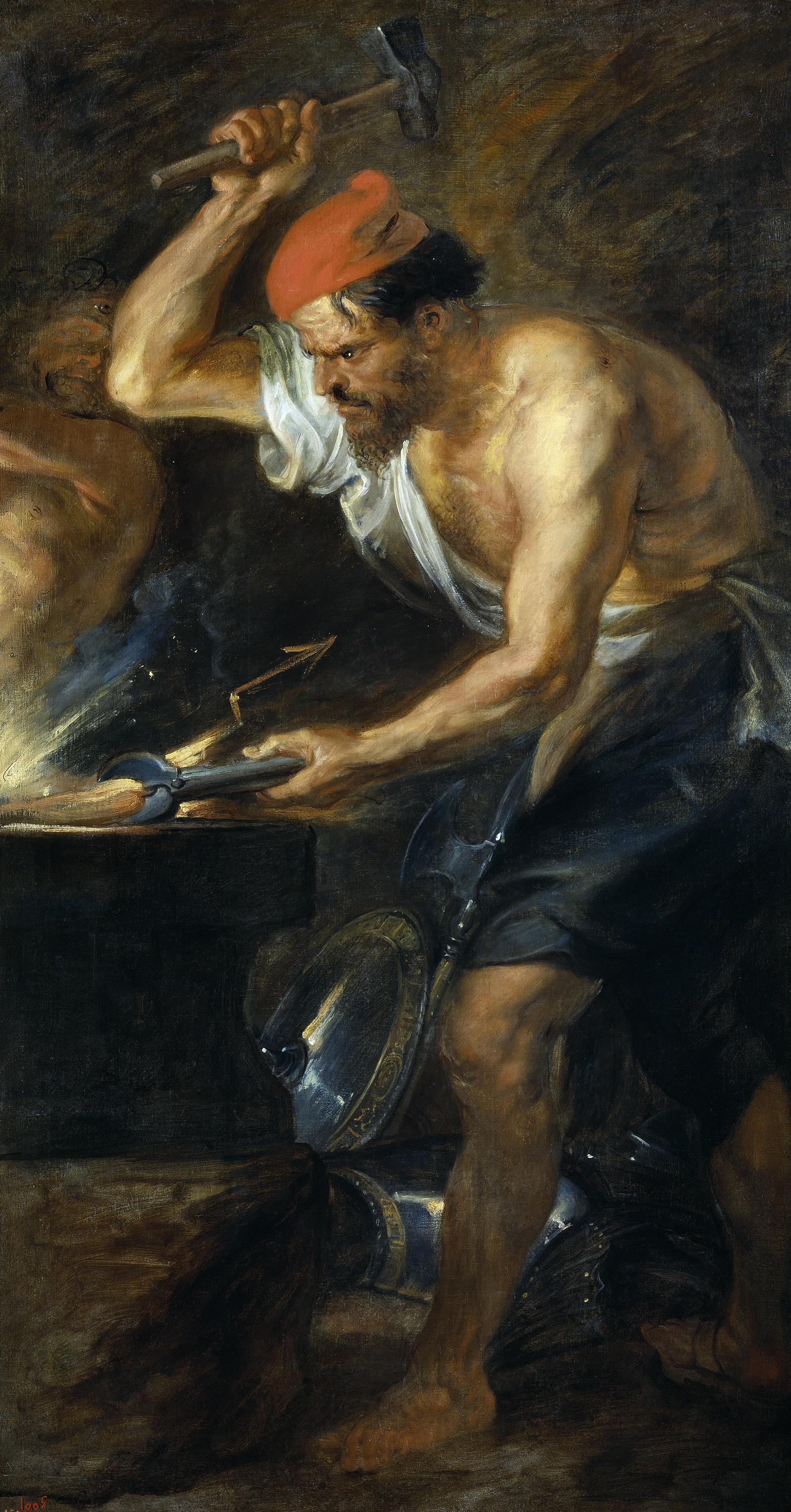
『ユピテルの雷を鍛えるウルカヌス』
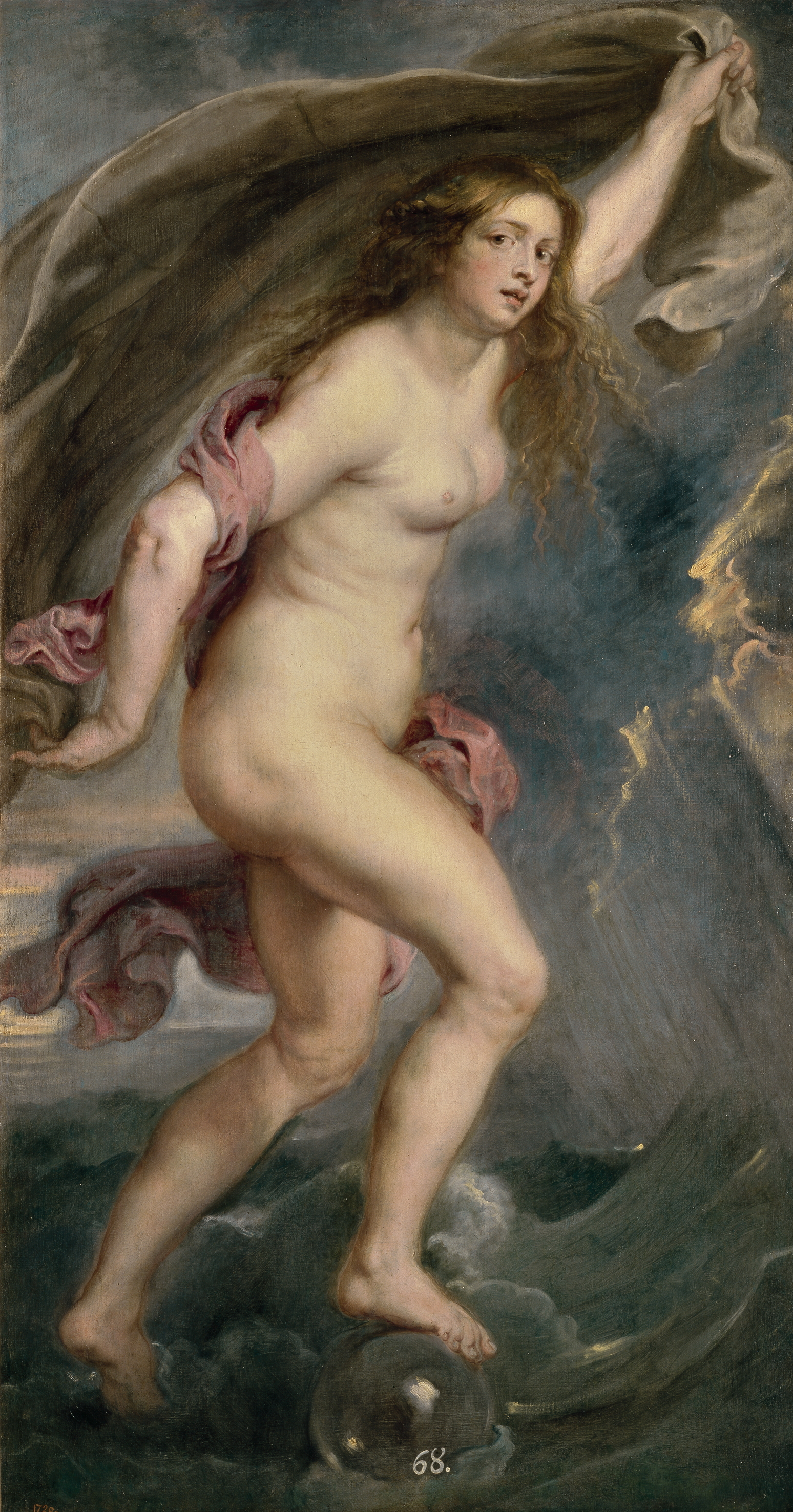
『フォルトゥナ』